# 耶律喊舎
耶律 喊舎（やりつ かんしゃ、Yelü Hanshe、? - 1219年）は、金末に活躍した契丹人。後遼政権最後の君主。

## 概要

### 後遼政権の成立
1213年3月、契丹人の耶律留哥はモンゴル帝国の侵攻によって金朝の支配が緩むと遼東で自立して「遼（東遼）」を建国した。しかし、東遼政権の内部では皇帝号を称するべきであるとする耶律廝不とモンゴル帝国を宗主として尊重すべきとする耶律留哥の意見が対立し、やがて耶律留哥は密かにチンギス・カンの下を訪れて改めて忠誠を誓った。耶律留哥はチンギス・カンの下から耶律乞奴ら使者を派遣して反対派閥を従わせようとしたが、不利を悟った耶律廝不は耶律乞奴・耶律金山・耶律青狗・耶律統古与らを味方に引き入れて東遼政権から自立し、独自に「遼」の皇帝を称した。この政権は耶律留哥の遼（東遼）などと区別するために、一般に「後遼」と呼ばれる。
しかし、耶律廝不の即位から僅か数カ月にして耶律青狗が裏切って金に降り、耶律廝不は耶律青狗によって殺されてしまった。そこで、丞相の地位にあった耶律乞奴が監国として国政を預かったが、モンゴル軍の助けを得た耶律留哥と金朝軍の双方から攻撃を受けて高麗に逃れた。高麗領に入った後遼政権はなおも内部対立が続き、耶律乞奴を耶律金山が殺し、耶律金山を耶律統古与が殺し、最後には耶律喊舎が耶律統古与を殺して後遼の君主となった。

### 江東城の戦い
翌1218年4月、契丹兵は更に南下して清川江・大同江流域に進出したため、高麗は新たに金君綏を趙沖の代わりに西北面兵馬使とした。この年、契丹兵の行動範囲は更に広がり、楊州（雲山郡・博川郡の間）を侵掠し、谷州（黄海道の東端）で高麗軍と戦った。一方、趙沖は諸道の兵を集めて将軍の李敦守・金季鳳らとともに契丹兵を討ち、「賊の首魁（＝喊舎）」は退却して江東城に入った。
同年末の12月、突如として高麗の東北国境から「モンゴル（蒙古）元帥」の哈真と札剌率いるモンゴル帝国軍1万・蒲鮮万奴が派遣した完顔子淵率いる大真国軍2万の連合軍が現れ、高麗国に協力して「丹賊（＝後遼政権）」を討伐することを申し出た。この頃、天候は大雪となったためにモンゴル・大真国連合軍は兵站の確保に苦労し、後遼政権の拠る江東城を攻めあぐねた。そこで、哈真は通訳の趙仲祥と徳州から伴っていた進士の任慶和を高麗軍の指揮官趙沖の下に派遣し、「皇帝（＝チンギス・カン）は契丹兵が爾の国に逃れ今や三年になるも、未だ掃滅することができないため、兵を派遣してこれを討伐しようとしている。爾の国がただ兵糧を支援してくれれば、足りないものはない」と申し送り、また「皇帝は『賊（後遼）を破った後、約して兄弟の関係を結ばん』と命じている」とも伝えている。趙沖は尚書省の許可を得た上で中軍の判官金良鏡に米一千石を輸送させ、これを迎えたモンゴル・大真国の両元帥は宴を設けた上で「両国が兄弟の関係を結んだこと、国王に報告して文牒を受けたならば、我らはそれを皇帝の下に報告しよう」と述べている。
数度のやり取りを経て高麗軍とモンゴル・大真連合軍は協力して江東城を攻めることを約し、南門から東南門をモンゴル軍を率いる哈真が、西門から北を大真国軍を率いる完顔子淵が、東門から北を高麗軍を率いる金就礪が担当することが決められた。モンゴル・大真国・高麗国連合軍の威容を見た後遼軍は戦わずして戦意を喪失し、40名余りが城を出てモンゴル軍に降ったため、敗北を悟った「賊の首魁たる喊舎王子（賊魁喊舎王子）」は自ら首を括り1219年正月14日に江東城は陥落した。後遼に属する官人・軍卒・婦女5万人余りは城を開いて投降し、これを受けた哈真らは喊舎の妻子及び丞相・平章ら高官100名余りを処刑したほかは命を取らず捕虜とした。
耶律喊舎の死と江東城の陥落を以て後遼政権は瓦解し、残存勢力は東遼政権に再吸収されたとみられる。耶律喊舎の治世は耶律統古与の治世とあわせて2年近くであったと伝えられる。